# Mečta
Mečta (Мечта, traduzione letterale: "Il sogno") è un film del 1943 diretto da Michail Il'ič Romm.